# Keone Young
Keone J. Young (Honolulu, 6 settembre 1947) è un attore e doppiatore statunitense.

## Biografia
Keone Young nasce ad Honolulu nelle Hawaii, da una madre giapponese e un padre cinese.
Appare spesso come ospite in molti show televisivi, ed è famoso soprattutto per l'interpretazione di Mr. Wu nella serie televisiva della HBO Deadwood, tra il 2004 e il 2006.
È apparso come guest star in molte serie televisive, tra le cui vanno ricordate Il mio amico Arnold, Cuori senza età, Innamorati pazzi, Otto sotto un tetto, I Simpson, Alias, JAG - Avvocati in divisa, The Steve Harvey Show e Febbre d'amore.
È inoltre apparso per due volte nell'universo di Star Trek: ha recitato nel ruolo del famoso giocatore di baseball Buck Bokai in un episodio di Star Trek: Deep Space Nine e ha recitato nei panni del padre di Hoshi Sato in Star Trek: Enterprise.
Young ha doppiato il nonno di Jake nella serie animata American Dragon: Jake Long e Kaz in Hi Hi Puffy AmiYumi. Ha prestato la sua voce anche a Mr. Sanban in Nome in codice: Kommando Nuovi Diavoli, ad alcuni personaggi tra cui "Jeong Jeong, Il disertore" in Avatar - La leggenda di Aang e a Storm Shadow nella serie animata G.I. Joe: A Real American Hero. Ha anche doppiato per cinque episodi Mr. Wu nella serie animata della Nickelodeon dal titolo La Grande B! ed ha dato la sua voce a Jidan dell'anime Mirmo!!.
Keone Young ha inoltre doppiato anche molti altri personaggi sia in serie animate che in videogiochi.
Young ha partecipato anche a molti film. Nel 1990 recitò nel ruolo dell'astronauta Ellison Onizuka nel film TV Challenger - Lo shuttle della morte e nel 1993 partecipò nel ruolo di Gerald Chong nel film TV Firestorm: 72 Hours in Oakland.
Ha inoltre recitato in alcuni film Disney per la televisione tra i quali vanno ricordati Un tuffo nel passato, Una famiglia allo sbaraglio e Ritorno ad Halloweentown.

## Filmografia parziale

### Cinema
- Soldato Giulia agli ordini (Private Benjamin), regia di Howard Zieff (1980)
- Frances, regia di Graeme Clifford (1982)
- Guerrieri del surf (Surf Ninjas), regia di Neal Israel (1993)
- Golden Gate, regia di John Madden (1994)
- Fatti, strafatti e strafighe (Dude, Where's My Car?), regia di Danny Leiner (2000)
- Crank, regia di Mark Neveldine e Brian Taylor (2006)
- Crank: High Voltage, regia di Mark Neveldine e Brian Taylor (2009)
- Men in Black 3, regia di Barry Sonnenfeld (2012)

### Televisione
- I Jefferson (The Jeffersons) – serie TV, un episodio (1982)
- Top Secret (Scarecrow and Mrs. King) – serie TV, 2 episodi (1984-1985)
- Star Trek: Deep Space Nine – serie TV, un episodio (1993)
- Un tuffo nel passato (Rip Girls), regia di Joyce Chopra – film TV (2000)
- Alias – serie TV, 4 episodi (2001-2005)
- Una famiglia allo sbaraglio (The Even Stevens Movie), regia di Sean McNamara – film TV (2003)
- Will & Grace – serie TV, episodio 6x12 (2003)
- Deadwood – serie TV, 18 episodi (2004-2006)
- Ritorno ad Halloweentown (Return to Halloweentown), regia di David Jackson – film TV (2006)
- True Blood – serie TV, 5 episodi (2013)
- Deadwood - Il film (Deadwood: The Movie), regia di Daniel Minahan – film TV (2019)
- Bright: Samurai Soul, regia di Kyōhei Ishiguro – film TV (2021)
- Ultraman: Rising, regia di Shannon Tindle – film TV (2024) – voce

## Doppiatori italiani
Nelle versioni in italiano delle opere in cui ha recitato, Keone Young è stato doppiato da:
- Enrico Carabelli ne I Jefferson
- Giorgio Lopez in Top Secret (ep. 1x11)
- Stefano Mondini in Top Secret (ep. 3x05)
- Roberto Del Giudice in Star Trek: Deep Space Nine
- Maurizio Romano in Golden Gate
- Nino D'Agata in Alias
- Franco Mannella in NCIS - Unità anticrimine
- Luca Biagini in Cold Case - Delitti irrisolti
- Oreste Baldini in Man In Black 3
- Roberto Stocchi in Crank: High Voltage
- Mino Caprio in Sons of Anarchy
- Alessandro Ballico in NCIS: Los Angeles
- Francesco Meoni in Regina del Sud
- Gianni Giuliano ne L'uomo nell'alto castello
- Bruno Alessandro in All Rise
- Ambrogio Colombo in Stumptown

Da doppiatore è sostituito da:
- Antonio Sanna in Ultraman: Rising
- Oreste Rizzini in Mulan II